# Team Deutsche Telekom/1997
Deze pagina geeft een overzicht van de wielerploeg Team Deutsche Telekom in 1997.

## Algemeen
Sponsors: Deutsche Telekom (Telefonieaanbieder)
Algemeen manager: Eddy Vandenhecke
Ploegleiders: Walter Godefroot, Rudy Pevenage, Frans Van Looy
Fietsen: Pinarello

## Renners
| Naam              | Geboortedatum | Nationaliteit | Ploeg 1996     |
| ----------------- | ------------- | ------------- | -------------- |
| Rolf Aldag        | 25-08-1968    | Duitsland     |                |
| Udo Bölts         | 10-08-1966    | Duitsland     |                |
| Frank Corvers     | 12-11-1969    | België        | Lotto-Isoglass |
| Bert Dietz        | 02-09-1969    | Duitsland     |                |
| Christian Henn    | 11-03-1964    | Duitsland     |                |
| Jens Heppner      | 23-12-1964    | Duitsland     |                |
| Brian Holm        | 02-10-1962    | Denemarken    |                |
| Kai Hundertmarck  | 25-04-1969    | Duitsland     |                |
| Mario Kummer      | 06-04-1962    | Duitsland     |                |
| Michel Lafis      | 19-09-1967    | Zweden        |                |
| Giovanni Lombardi | 20-06-1969    | Italië        | Polti          |
| Bjarne Riis       | 03-04-1964    | Denemarken    |                |
| Jan Schaffrath    | 17-09-1971    | Duitsland     | Neoprof        |
| Georg Totschnig   | 25-05-1971    | Oostenrijk    | Polti          |
| Jan Ullrich       | 02-12-1973    | Duitsland     |                |
| Steffen Wesemann  | 11-03-1971    | Duitsland     |                |
| Erik Zabel        | 07-07-1970    | Duitsland     |                |

## Belangrijke overwinningen
| Ronde van Valencia 3e etappe: Erik Zabel Trofeo Mallorca Erik Zabel Ruta del Sol 1e etappe: Erik Zabel Trofeo Luis Puig Erik Zabel Milaan-San Remo Erik Zabel Tirreno-Adriatico 4e etappe: Giovanni Lombardi Ronde van Castilië en León 4e etappe: Georg Totschnig Grote Scheldeprijs Erik Zabel Amstel Gold Race Bjarne Riis GP Herning Bjarne Riis Ronde van Beieren 2e etappe: Erik Zabel 3e etappe, deel A: Christian Henn 4e etappe: Erik Zabel Eindklassement: Christian Henn Ronde van Luxemburg 1e etappe: Erik Zabel Euskal Bizikleta 1e etappe: Giovanni Lombardi 5e etappe: Udo Bölts Critérium du Dauphiné Libéré 5e etappe: Jens Heppner Eindklassement: Udo Bölts GP Kanton Aargau Udo Bölts | Ronde van Zwitserland 2e etappe: Erik Zabel 4e etappe: Jan Ullrich 8e etappe: Rolf Aldag Eindklassement: Erik Zabel Duits kampioenschap op de weg Wegrit: Jan Ullrich Oostenrijks kampioenschap op de weg Tijdrit: Georg Totschnig Wegrit: Georg Totschnig Ronde van Hessen 2e etappe: Kai Hundertmarck 5e etappe, deel A: Kai Hundertmarck Eindklassement: Christian Henn Ronde van Frankrijk 3e etappe: Erik Zabel 7e etappe: Erik Zabel 8e etappe: Erik Zabel 10e etappe: Jan Ullrich Puntenklassement: Erik Zabel Jongerenklassement: Jan Ullrich Eindklassement: Jan Ullrich Daags na de Tour Jan Ullrich Ronde van Denemarken 2e etappe: Giovanni Lombardi 3e etappe, deel A: Christian Henn 5e etappe: Giovanni Lombardi Ronde van Aragon 1e etappe: Bert Dietz Ronde van Nederland 4e etappe: Erik Zabel 5e etappe: Giovanni Lombardi Cyclassics Hamburg Jan Ullrich |

1989 · 1990 · 1991 · 1992 · 1993 · 1994 · 1995 · 1996 · 1997 · 1998 · 1999 · 2000 · 2001 · 2002 · 2003 · 2004 · 2005 · 2006 · 2007 · 2008 · 2009 · 2010 · 2011